# Dariusz Kowalski (aktor)
Dariusz Kowalski (ur. 19 grudnia 1963 w Siemiatyczach) – polski aktor teatralny, filmowy i dubbingowy. Dyrektor artystyczny Teatru Klasyki Polskiej.

## Życiorys
W 1990 ukończył studia na Wydziale Aktorskim wrocławskiej filii Państwowej Wyższej Szkoły Teatralnej im. Ludwika Solskiego w Krakowie. Na deskach teatru debiutował 8 października 1990 roku jako jeden z chóru w spektaklu Edyp królem Sofoklesa w reżyserii Mariusza Orskiego.
Był aktorem Teatru Studyjnego '83 im. Juliana Tuwima w Łodzi (1990−1993), Teatru Powszechnego im. Jana Kochanowskiego w Radomiu (1993−1998). Od 1998 jest związany z Teatrem Nowym im. Kazimierza Dejmka w Łodzi, a od 2024 z Teatrem Klasyki Polskiej. Gościnnie występował na deskach Lubuskiego Teatru im. Leona Kruczkowskiego w Zielonej Górze (1991), Krakowskiego Teatru Scena STU (2005), Laboratorium Dramatu w Warszawie (2005) oraz Teatru IMKA (2017).
Wystąpił w kilkudziesięciu rolach teatralnych w spektaklach takich reżyserów jak Zbigniew Brzoza (jako Lokator I w Przemianie Franza Kafki, 1993), Wojciech Pokora (jako Ray w Love Story Ericha Segala, 1993), Krzysztof Warlikowski (w Tancerzu Mecenasa Kraykowskiego Witolda Gombrowicza, 1997), Mikołaj Grabowski (jako Kozłowski w Proroku Ilji Tadeusza Słobodzianka, 1999; jako Organista Somnambulmeister w Wiele demonów Jerzego Pilcha, 2017), Andrzej Szczytko (jako sierżant Jim Murphy w Antygonie w Nowym Jorku Janusza Głowackiego, 2017), Kazimierz Dejmek (jako Rozenkranc w Hamlecie Williama Shakespeare’a, 2003) oraz Remigiusz Brzyk (w Brygadzie szlifierza Karhana Vaska Kani, 2008 i 2014; jako Muller i Grosglick w Ziemi obiecanej Władysława Reymonta, 2015).
Na dużym ekranie zadebiutował w belgijsko-francusko-holenderskiej produkcji filmowej Stijna Coninxa Daens. W polskim filmie fabularnym pojawił się po raz pierwszy w roku 1992, w horrorze Łukasza Karwowskiego Listopad. Największą popularność zyskał dzięki serialowi telewizyjnemu Plebania (2000−2011), w którym wcielił się w rolę Janusza Tracza, postaci, która bywa określana najczarniejszym charakterem w polskiej telewizji.
Dyrektor artystyczny Teatru Klasyki Polskiej.

## Odznaczenia
Odznaczony Srebrnym Medalem „Zasłużony Kulturze Gloria Artis” (2018).

## Życie prywatne
Jest żonaty z Barbarą. Mają córkę Weronikę.

## Filmografia
- 1992: Daens – mężczyzna
- 1992: Listopad
- 1992: Komisja – urzędnik
- 1993: Pierwszy krok w chmurach
- 1995: Kotek
- 1999: Na dobre i na złe – Artur, mąż Ani
- 2000: Twarze i maski – fotograf Mol
- 2000–2012: Plebania – Janusz Tracz
- 2000: Strefa ciszy – Leon
- 2001: Marszałek Piłsudski – delegat Rady Żołnierskiej
- 2001: Reich
- 2001: Małopole czyli świat – Stacho Więcek
- 2003: Sloow – Jurek
- 2004: Fala zbrodni – „Robi” (odc. 20)
- 2005: Klinika samotnych serc – Wiesław Budek
- 2005: Egzamin z życia – urzędnik Ryszard
- 2005: Komornik – Zenke, mąż Anny
- 2006: Strajk – brygadzista Bochnak
- 2006: Miasto ucieczki – trener
- 2006: Obsesja
- 2008: Kulisy II wojny światowej: oficer radzieckiej Marynarki Wojennej
- 2011, 2014: Komisarz Alex – kamieniarz Arek Woźniak (odc. 9), Artur Sztajn (odc. 77)
- 2012: Czas honoru – oficer rosyjski (odc. 54)
- 2012: Bokser – lekarz
- 2013: Drogówka – rolnik
- 2014: Arizona w mojej głowie – śpiewający pracownik
- 2014: Prawo Agaty – prokurator wojskowy (odc. 68–69)
- 2015: Sprawiedliwy – Józek
- 2016: Zerwany kłos – Jan Kózka, ojciec Karoliny
- 2017: Fanatyk –  pan Adam, szef lokalnego oddziału Polskiego Związku Wędkarskiego
- 2019: Korona królów – Gniewosz z Dalewic
- 2020: Zieja – Jan Józef Lipski
- 2025: 100 dni do matury – kapitan na statku

### Dubbing
- 1999: Chojrak – tchórzliwy pies
- 2005: Kurczak Mały – dyrektor Aport
- 2005: Age of Empires III – Kanyenke
- 2005: Rekin i Lava: Przygoda w 3D – pan Electricidad
- 2006: Pajęczyna Charlotty – pan Arable
- 2006: Neverwinter Nights 2
- 2006: Wołanie o pomoc
- 2007: Assassin’s Creed – naczelnik biura asasynów w Damaszku
- 2008: Mass Effect
- 2008: Awatar: Legenda Aanga
- 2008: 007 Quantum of Solace – Dominic Greene
- 2009: Załoga G
- 2011: 1812: Serce Zimy – Worgow
- 2014: Strażnicy Galaktyki – komandor Saal
- 2014: BoJack Horseman – Miauczyński
- 2016: Dzień Niepodległości: Odrodzenie – David Levinson
- 2021: Cruella – John